# تتش-وز
تتش وِز هي واجهة لمسية طورت بواسطة سامسونج للإلكترونيات مع شركاء، تتميّز بواجهة مستخدم لمسية بالكامل، يتم تعريفها خطأً في الغالب على أنها نظام تشغيل وقد تم استبدالها في عام 2017 لتصبح سامسونج اكسبيرينس وتم ترقية جميع الهواتف المؤهلة لتحديث التي كانت تعمل بها إلى واجهة سامسونج الجديدة سامسونج اكسبيرينس
لتصبح سامسونج اكسبيرينس.
تستعمل هذه الواجهة حصرًا لأجهزة سامسونج، ولا تُرخص لشركات أخرى.